# Eduardo Alemán
Eduardo Alemán (nacido 1952) es un piloto de motociclismo que compitió en el campeonato mundial en la década de los 70 y 80.
Su debut fue en las temporadas 1977 y 1978 del Mundial de motociclismo. Volvió el 1987 y en 1989.